# BBC Persian Television
BBC Persian Television (in persiano تلویزیون فارسی بی‌بی‌سی) è un canale televisivo britannico che trasmette in persiano.
Trasmette via satellite ed è ricevibile da 100 milioni di persiani viventi in Iran, Afghanistan, Uzbekistan e Tagikistan.

## Storia
Questo è, come tutti gli altri canali BBC, un canale televisivo neutrale, anche se è stato accusato dal governo iraniano di essere usato dal Regno Unito come uno strumento di propaganda e di incoraggiare i raduni illegali, perché in Iran la televisione satellitare è vietata. 
A causa del divieto per i giornalisti stranieri di lavorare in Iran, i notiziari si basano su contenuti girati dagli utenti, spesso usando telefoni cellulari.
Nel 2009 è stato premiato alla 12ª edizione dell'Hotbird Tv Awards a Venezia come miglior canale all-news per le notizie espresse in modo imparziale in un ambiente complesso e in rapida evoluzione.

## Programmazione
Il canale trasmette da Londra per otto ore al giorno. La programmazione è dedicata a programmi d'attualità, documentari, cultura, scienze, business e arte.